# Anchialina typica
Anchialina typica är en kräftdjursart som först beskrevs av Henrik Nikolai Krøyer 1861.  Anchialina typica ingår i släktet Anchialina och familjen Mysidae.

## Underarter
Arten delas in i följande underarter:
- A. t. typica
- A. t. orientalis